# Шуман (станция метро)
«Шуман» (Schuman) — станция Брюссельского метрополитена в столице Бельгии Брюсселе. Станция фактически образует единый транспортно-пересадочный узел с одноимённой железнодорожной станцией, также расположенной под землёй.
Открыта 17 декабря 1969 года как станция подземного трамвая (пре-метро). С 1976 года функционирует как станция полноценного метро.
Находится в Европейском квартале, на линии метро под улицей Луа, следующая станция за «Малбеком», возле площади Шумана, названной по имени Робера Шумана, одного из основателей Европейского союза.

## Теракт
22 марта 2016 года упоминалась СМИ, как станция метро подвергшаяся бомбовой атаке, наряду с «Малбеком». Позднее это не подтвердилось.